# Robert Arneson
Robert Carston Arneson (Benicia, 4 settembre 1930 – Benicia, 2 novembre 1992) è stato uno scultore e insegnante statunitense.
Principale ceramista della funk art nonché esponente della nut art, Arneson ha fatto parlare di sé per i suoi numerosi autoritratti scultorei sfregiati in modo caricaturale, concepiti per esprimere i suoi sentimenti e il suo rapporto con il mondo.

## Biografia

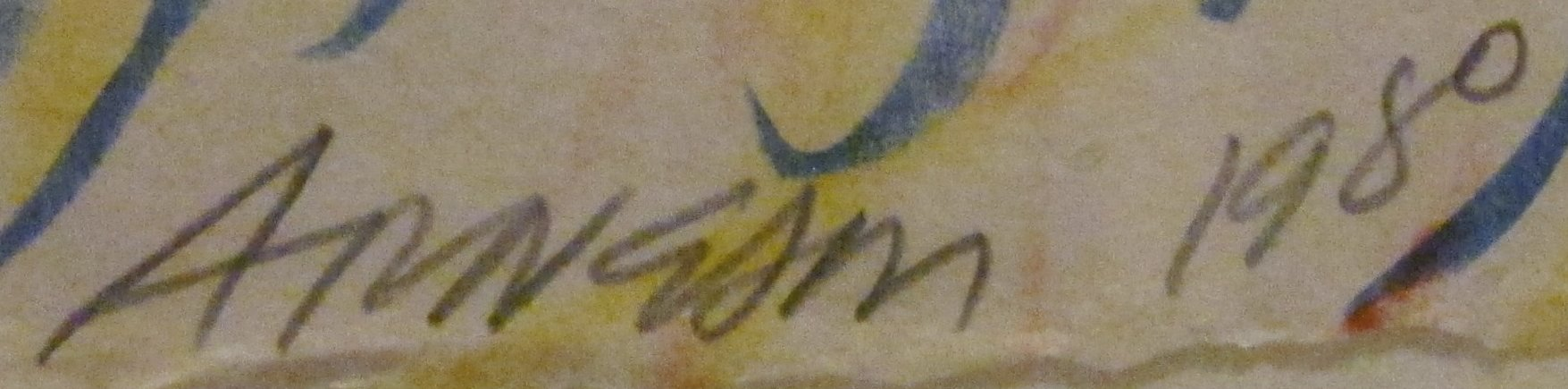
La firma dell'artista

Nato il 4 settembre 1930 a Benicia, in California, Arneson si è diplomato alla Benicia High School trovando anche lavoro come fumettista per un giornale locale, un impiego che ha svolto per gran parte della sua vita. Arneson si è laureato al California College of the Arts di Oakland e ha conseguito un master presso il Mills College nel 1958. Frequentando quest'ultimo istituto ha avuto tra i suoi insegnanti l'artista Antonio Prieto. Subito dopo aver ottenuto la laurea, Arneson ha lavorato come docente presso il Junior College di Santa Rosa (1958-1959), la Fremont High School (1959-1960) e il Mills College (1960-1962).
Nel 1962 Arneson ha iniziato a lavorare presso l'Università della California di Davis, una posizione che manterrà fino al 1991, anno del suo pensionamento, istituendo presso di essa il corso di ceramica.
All'inizio degli anni sessanta Arneson e molti altri artisti californiani appartenenti al neonato filone della funk art hanno iniziato a realizzare dipinti, oggetti in ceramica e sculture provocatorie e non funzionali.
Una delle opere più famose e controverse di Arneson è un busto del 1981 di George Moscone, il sindaco di San Francisco assassinato nel 1978. Sul piedistallo del busto sono incise delle parole che rappresentano gli eventi della vita di Moscone, compreso il suo assassinio. Sulla parte anteriore del piedistallo sono visibili le parole Bang Bang Bang Bang Bang, Twinkies e Harvey Milk Too!.
Nel 1989 gli sono state commissionate le Eggheads, grosse teste che, nel 1994, verranno installate presso l'Università della California a Davis.
Arneson è morto il 2 novembre 1992 a causa di un cancro al fegato di cui soffriva da molti anni. A Benicia è stato istituito un parco in sua memoria lungo lo stretto di Carquinez.
Le sue opere sono esposte in vari musei del mondo. Tra di essi si contano l'Honolulu Museum of Art, il San Francisco Museum of Modern Art, il Whitney Museum of American Art, il Virginia Museum of Fine Arts e l'Hirshhorn Museum and Sculpture Garden.

## Vita privata
Arneson ha avuto il suo primo matrimonio con Jeanette Frank Jensen nel 1955. La loro relazione è terminata nel 1972 con un divorzio. I due hanno dato alla luce quattro figli. La sua seconda moglie di Arneson è stata l'artista Sandra Lynne Shannonhouse. Si sono sposati nel 1973, hanno dato alla luce una figlia e sono rimasti insieme fino alla morte di lui nel 1992.

## Opere
- Nut Pot Bag or Clay Without Tears, 1971 (con altri autori)